# Vince Welnick

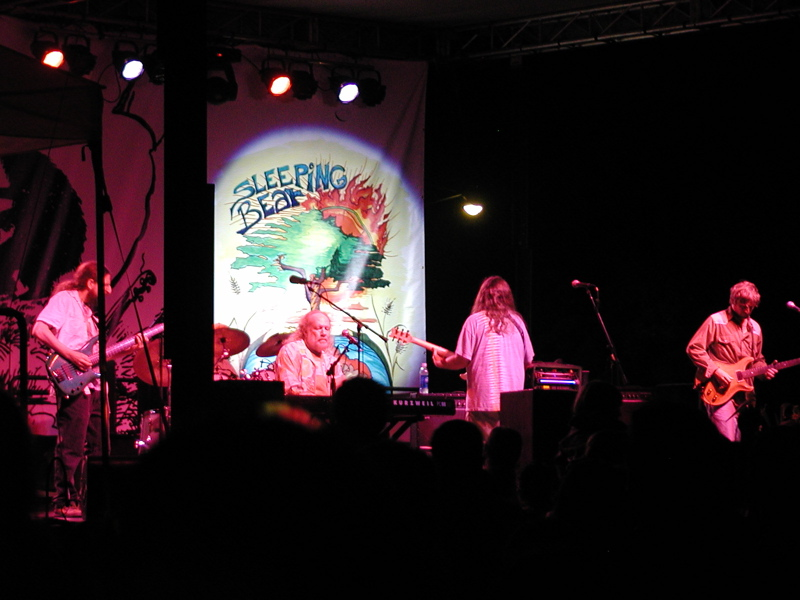
Welnick beim Live-Auftritt 2005

Vince Welnick (* 21. Februar 1951 in Phoenix, Arizona; † 2. Juni 2006 in San Francisco, Kalifornien) war ein US-amerikanischer Keyboarder.
Er war bei The Tubes, bei Todd Rundgren und später bei den Grateful Dead. Seinen ersten Auftritt bei den Grateful Dead hatte er am 7. September 1990 und gehörte der Band bis zu deren Auflösung 1995 an. Anschließend verfolgte er Soloprojekte und gründete die Band Missing Man Formation.

## Biografie
Welnick genoss als Kind eine klassische Klavier-Ausbildung und lernte Blues, Jazz und Rock über seine Mutter kennen, die Boogie-Woogie-Pianistin war. Als Jugendlicher verließ Welnick die Highschool, um Rockmusiker zu werden – zunächst in lokalen Bands, dann mit The Tubes, denen er von Anfang an bis in die späten 80er Jahre als Keyboarder angehörte. Zugleich spielte Welnick in der Band des damaligen Tubes-Produzenten Todd Rundgren, auf dessen Alben Nearly Human und Second Wind er zu hören ist.
Mit dem Wechsel zu Grateful Dead im Herbst 1990 begann für Welnick ein neuer Abschnitt in seiner künstlerischen Laufbahn. Er prägte den Sound der Dead in ihren letzten fünf Jahren mit seinem Synthesizer-lastigen Keyboardstil entscheidend mit, wenngleich die Gründe für seine Aufnahme in der Band mehr in seinen gesanglichen Fähigkeiten lagen.  Welnick steuerte zwei Eigenkompositionen zum Dead-Repertoire bei (Way To Go Home, Samba In The Rain) und überredete die Band zur Aufnahme einiger Beatles-Titel ins Live-Repertoire (Rain, Tomorrow Never Knows, It’s All Too Much, Lucy In The Sky With Diamonds). Welnick ist auf keiner Studio-Platte der Grateful Dead zu hören. Lediglich die Livemitschnitte Dick’s Picks Vol. 9 und Dick’s Picks Vol. 17 stammen aus der Ära mit Welnick.
1995 wurde bei Welnick ein Lungenemphysem und Luftröhrenkrebs diagnostiziert. Nach Jerry Garcías Tod im selben Jahr und dem Ende der Grateful Dead gelang es ihm, diese Krankheiten zu überwinden.
Welnick blieb musikalisch dem Dead-Umfeld treu. Er spielte in diversen Formationen seiner ehemaligen Bandkollegen (1995 kurzzeitig in Bob Weirs Ratdog, 2000 in der Mickey Hart Band) oder mit anderen Jambands und gründete 1996 die Missing Man Formation, die in ihrer Popularität aber nicht mit den Nachfolgeprojekten seiner ehemaligen Bandkollegen mithalten konnte. Obwohl Welnick in Interviews den Wunsch äußerte, wieder mit seinen Kollegen von Grateful Dead auf die Bühne zu gehen, war er bei der großen „Grateful Dead Family Reunion“ unter dem Namen The Dead im Jahr 2003 nicht dabei, was zu allerhand Mutmaßungen über das Verhältnis zwischen Welnick und dem Rest der Band führte.
Am 2. Juni 2006 verstarb Vince Welnick, nachdem er mit Schnittverletzungen am Hals in ein Krankenhaus gebracht wurde. Wie später bestätigt wurde, nahm er sich das Leben.

## Diskografie (Auswahl)
mit The Tubes:
- The Tubes (1975)
- Young and Rich (1976)
- Now (1977)
- What Do You Want From Live (1978)
- Remote Control (1978)
- The Completion Backward Principle (1981)
- T.R.A.S.H. (1981)
- Outside/Inside (1983)
- Love Bomb (1985)

mit Todd Rundgren:
- Nearly Human (1989)
- Second Wind (1991)

mit Grateful Dead:
- Infrared Roses (1991)
- Grayfolded (1994)
- Dick’s Picks Volume 9 (1997)
- Fallout from the Phil Zone (nur „Visions Of Johanna“, 1997)
- Dick’s Picks Volume 17 (2000)

mit Second Sight:
- Second Sight (1996)

mit Missing Man Formation:
- Missing Man  Formation (1998)